# 赤毛組合
『赤毛組合』（あかげくみあい、The Red-Headed League）は、イギリスの小説家、アーサー・コナン・ドイルによる短編小説。シャーロック・ホームズシリーズの一つで、56ある短編小説のうち2番目に発表された作品である。『ストランド・マガジン』1891年8月号初出。1892年発行の短編集『シャーロック・ホームズの冒険』(The Adventures of Sherlock Holmes) に収録された。
1927年6月、ドイルは『ストランド・マガジン』に発表した自選12編の中で、「プロットに独創性がある」として、「赤毛組合」を第2位に置いている。
日本語版では訳者により、「赤毛連盟」「赤髪組合」「赤髪連盟」「赤毛クラブ」などの邦題も使用される。

## あらすじ

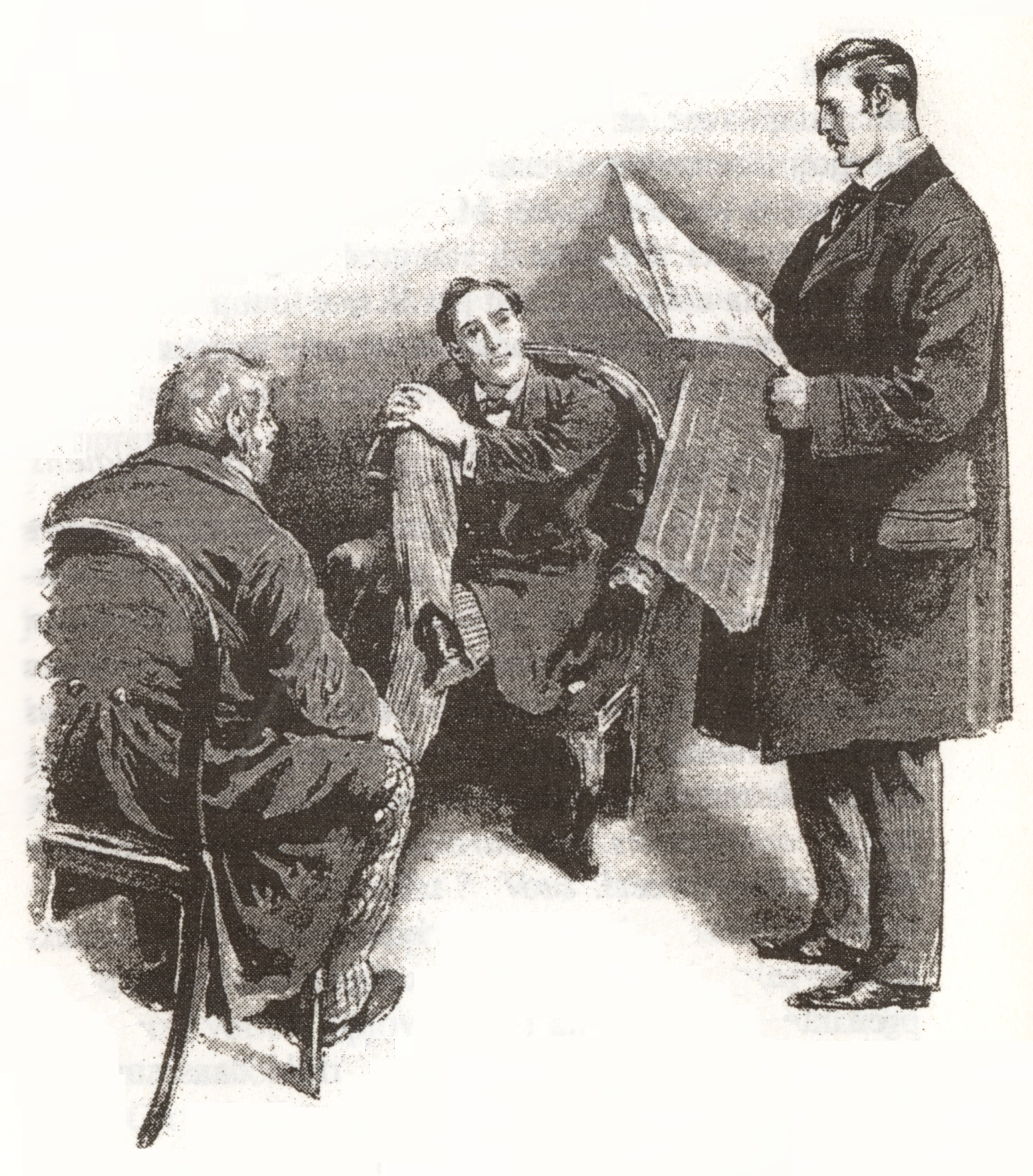
ウィルスン、ホームズ、新聞を読むワトスン - シドニー・パジェット画、『ストランド・マガジン』掲載の挿絵

1890年10月9日の土曜日、ベーカー街221Bに住む私立諮問探偵のシャーロック・ホームズの住居兼事務所を、医師で伝記作家でもある友人のジョン・H・ワトスンが訪ねた。ホームズは燃えるような赤毛の初老の男性、ジェイベズ・ウィルスンから相談を受けていた。とても奇妙な体験をしたというウィルスンから、ホームズとワトスンは詳しい事情を聞く。
ウィルスンは小さなさびれた質屋の店主で、ヴィンセント・スポールディングという男を雇っている。スポールディングは「通常の半額の給料で構わない」と言ってウィルスンの店に採用された店員で、気が利いてよく働き、店員としては優秀だが、ひとつ欠点がある。彼は写真が趣味で、撮影した写真を現像するために暗室代わりにしている店の地下室へ頻繁に潜り込むのだという。
8週間前、そのスポールディングがウィルスンに新聞広告を見せた。その内容は、「赤毛組合」に欠員が出たので組合員を1名募集するというものであった。「赤毛組合」は、百万長者だった赤毛の男が自分の遺産を同じく赤毛の人々に分け与えるために創立した団体で、組合員は簡単な仕事をするだけで高額の給料が得られ、ロンドンに住む健康な赤毛の成人男性であれば誰でも応募できるらしい。
スポールディングから応募を勧められたウィルスンは、指定された日時にスポールディングに案内されて「赤毛組合」の事務所を訪れた。そこには審査を受けるために大勢の赤毛の男たちが集まっていたが、彼らはことごとく審査で不合格にされていた。ところが、審査を行っていた赤毛の小男、ダンカン・ロスはウィルスンをひと目で気に入り、新たな組合員として認めたのである。

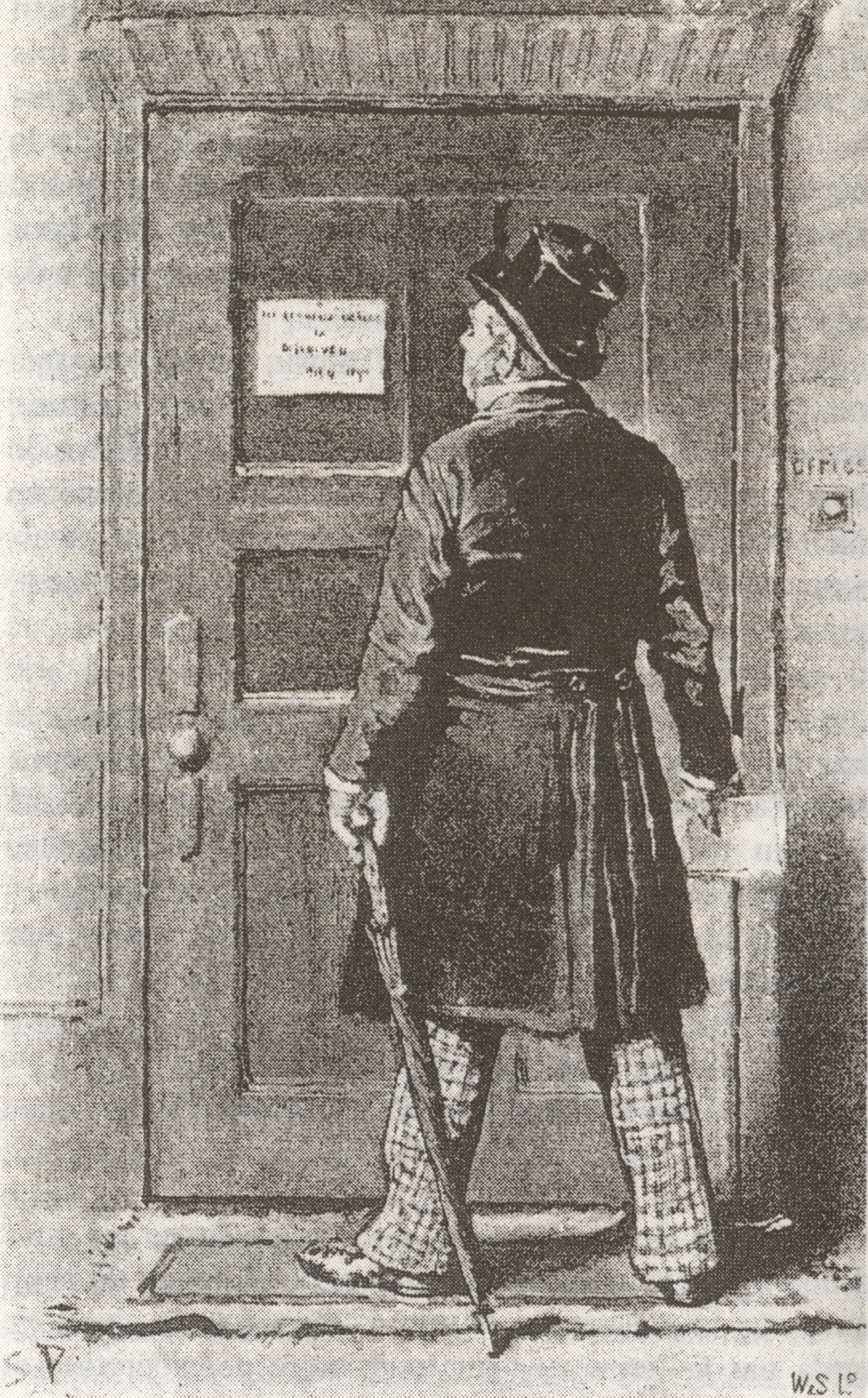
“THE RED-HEADED LEAGUE IS DISSOLVED” - シドニー・パジェット画、『ストランド・マガジン』掲載の挿絵

組合員の仕事というのは、毎日午前10時から午後2時までの4時間、事務所にこもって『大英百科事典』を書写するというものであった。この4時間、ウィルスンはどんな事情があっても絶対に事務所の外へ出てはならず、これに違反した場合は組合員の地位を失うことになると言い渡された。幸いなことに質屋の仕事は夕方が忙しく、昼間は来客が少ないため、ウィルスンは翌日から昼間の店番をスポールディングに任せ、ロスから指示された通りに毎日10時から2時まで一人きりの事務所で書写の仕事を行う。給料は週に4ポンドずつロスから支払われ、順調に8週間が過ぎていった。
ところが今朝、ウィルスンが事務所へ行くと、入口の扉は施錠されていて、「赤毛組合は解散した」とだけ書かれた貼り紙があるのみだった。驚いたウィルスンはロスを探そうとしたが、事務所の家主は「赤毛組合」のこともロスの名前も知らなかった。家主によると、事務所を借りていた赤毛の男は違う名前を名乗っており、その男はすでに引っ越したという。ウィルスンは家主から聞いた男の引っ越し先を訪ねてみたが、そこにも「赤毛組合」とロスの正体を知る手がかりはなかった。その上、店に戻ってスポールディングに事情を説明しても、スポールディングは「そのうち連絡の手紙が来るかもしれない」などと無責任な返答をするだけで、ウィルスンはどうしても納得がいかないため、「赤毛組合」とロスの正体を何とかホームズに調べてもらいたいと依頼しに来たのである。
ウィルスンの話に興味を持って依頼を引き受けることにしたホームズは、スポールディングの特徴について質問した。ウィルスンの説明を聞いたホームズは、何か思い当たる所があったらしい。ウィルスンが帰ると、ホームズとワトスンはウィルスンの質屋に向かった。ホームズは質屋の前の敷石を数回ステッキで叩いてから、質屋のドアをノックする。そして応対に出たスポールディングに道を尋ね、その場を立ち去る。ホームズはワトスンに向かって「あの男はロンドンで4番目に悪賢く、3番目に大胆な男だ」と言い、続いて質屋の裏の大通りへ向かう。そこにはタバコ屋、新聞屋、銀行の支店、馬車製造会社の倉庫などが並んでいた。

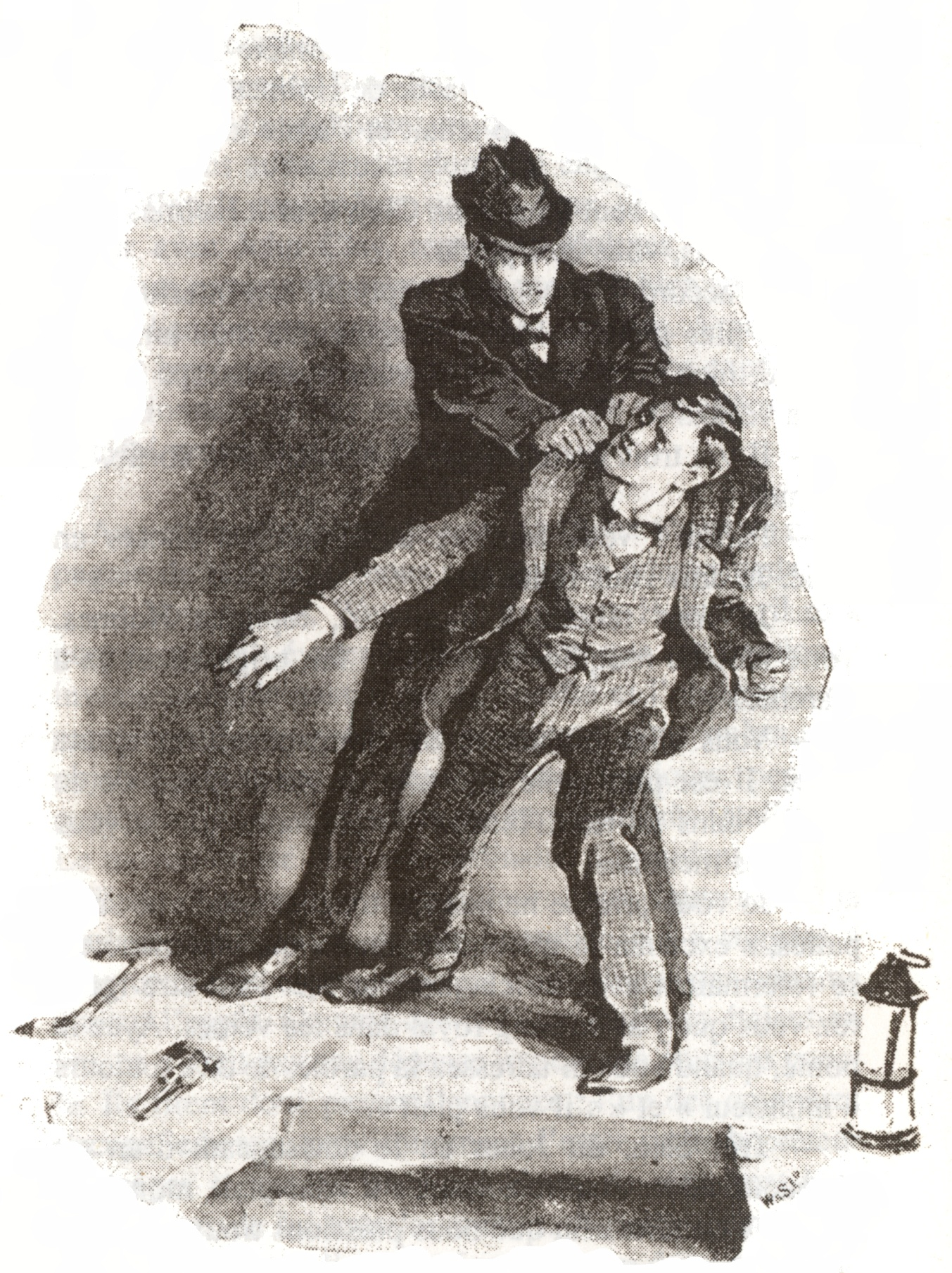
クレイを取り押さえるホームズ - シドニー・パジェット画、『ストランド・マガジン』掲載の挿絵

「今夜仕事を手伝って欲しい。来る時には拳銃を忘れずに」とホームズに頼まれたワトスンは、一度家に戻り、夜に再度ベーカー街221Bを訪ねる。部屋にはホームズの他に、知り合いの警察官ピーター・ジョーンズ警部と、銀行の頭取であるというメリーウェザーがいた。ホームズは、この4人でジョン・クレイという犯罪者を捕まえるつもりなのである。
クレイはジョーンズが以前から追っているロンドンでも指折りの悪党で、ホームズも1～2度関わりを持ったことがあるという。4人は馬車で質屋の裏の銀行に向かい、地下室へと入った。メリーウェザーによると、この地下室には増資のためにフランス銀行から借り入れたナポレオン金貨3万枚、額にして60万フランが保管されているという。クレイはそのナポレオン金貨を狙っているに違いないとメリーウェザーは説明した。4人は暗闇の中、黙ってクレイを待ち伏せ続けた。
やがて地下室の敷石の一つが持ち上げられ、中からスポールディングを名乗っていたクレイが姿を現す。クレイが赤毛の仲間アーチー（ダンカン・ロスを演じていた男）を床下から引き上げようとした時、ホームズとジョーンズが飛び出した。ホームズは鞭でクレイの拳銃を叩き落とすが、ジョーンズが捕らえようとしたアーチーは上着だけを残して床下へ逃げ込んで行く。しかし、アーチーが逃げる先には、ジョーンズの指示であらかじめ3人の警察官が配置されており、クレイ一味が逃げ切ることは不可能の状態になっていた。逮捕されたクレイはホームズの手際の良さを賞賛すると、悪びれることもなくジョーンズの手で警察署へ連行されていき、メリーウェザーはクレイ一味の犯行計画を事前に阻止したホームズに感謝の言葉を述べるのであった。
ベーカー街の住所に戻ったホームズは、ワトスンに事件の種明かしを説明した。そもそも問題の店員が通常の半額の給料でウィルスンの店に雇用を希望したのは、彼がどうしてもウィルスンの店に入らねばならない理由があったためであること、さらに店員が赤毛の仲間と共謀して「赤毛組合」なる架空の団体をでっち上げ、組合員の仕事と称してウィルスンに百科事典の書写をさせていたのは、ウィルスンを毎日数時間ずつ外出させて、その間に店で何らかの作業を行うことが目的であったことを、ホームズは最初から見抜いていたのである。
一味がわざわざ高い給料を支払ってまでウィルスンを外出させていた点を考慮すると、一味がよほど莫大な価値のある物を狙っていたことは明らかであったが、そのような価値の高い物がウィルスンの小さなさびれた質屋にあるとは思えず、一味の真の狙いは店の外にあると考えられた。ウィルスンから聞いた店員の特徴から、店員の正体はクレイであると思われ、彼が頻繁に店の地下室へ潜っているというウィルスンの話を考慮すると、彼は店の地下室からどこかへ続くトンネルを掘っていたに違いない。
そのように推理したホームズは、ワトスンと共に質屋を訪ね、店の前の敷石をステッキで叩いて音を聴き、トンネルが店の前ではなく後ろの方に伸びていることを確認した。さらに道を尋ねる振りをしながらクレイの膝を見て、彼のズボンがひどく汚れ擦り切れていたことから、彼が間違いなくトンネル掘りの作業をしていたことを確信したのである。そして、質屋の裏の大通りに銀行の支店があるのを見付け、ここがクレイの目標だと知ったのだった。その上で、ホームズはスコットランドヤードを訪ねてジョーンズの応援を頼み、メリーウェザーに面会して段取りを整え、クレイ一味を逮捕するに至ったのである。
ホームズの説明を聞いたワトスンが「それでは、なぜ一味が計画を今夜実行することが分かったのか？」と質問すると、ホームズは次のように答えた。一味が「赤毛組合」の事務所を閉めたのは、トンネルが完成してそれ以上ウィルスンを外出させる必要がなくなったためであり、一味としてはトンネルの完成後できるだけ早く計画を実行する必要があった。加えて、土曜日の夜に計画を実行すれば、（次の日は日曜日で銀行が休業であり、少なくとも月曜日の朝までは犯行が発覚する恐れはないため）逃げるのに2日の余裕があることから、一味は必ず今夜銀行に現れると確信したのだという。「素晴らしい推理だ」と絶賛するワトスンに対し、「おかげで退屈からまぬがれることができた」と言いながら、ホームズはあくびをしてみせるのだった。

## 年代学
この事件の発生年代については、1890年10月9日に「赤毛組合」が解散したと明記されているが、シャーロキアンの間では、発生を1887年・1888年・1889年・1890年とする説がある。「赤毛組合」は「ワトスン博士の日付の間違いの最も顕著な例」と評される作品でもある。作中の記述によれば、ウィルスンが組合員の募集を知ったのは1890年4月27日付『ザ・モーニング・クロニクル』紙の広告で、その広告を読んだワトスンはちょうど2ヶ月前だと発言している。ウィルスンは翌日から仕事を開始し、その8週間後に組合解散の張り紙を見たと書かれているのである。
まず、1890年4月27日は日曜日で、当時日曜日には新聞が発行されていないうえ、『ザ・モーニング・クロニクル』紙は既に廃刊となっていた。解散は10月9日と書かれているので、2ヶ月前や8週間後では計算が合わない。また、この1890年10月9日は木曜日だが、ホームズは今日が土曜日で逃亡に2日の余裕ができるため、今夜犯行に及ぶはずだと推理しているのである。
正典60編の事件を発生年代順に並べた『詳注版 シャーロック・ホームズ全集』を発表したベアリング＝グールドの説では、新聞広告は1887年8月27日土曜日付のもので、事件は「赤毛組合」が解散した1887年10月29日の土曜日から30日の日曜日までとしている。短編の冒頭に「去年の秋」（発表は『ストランド・マガジン』1891年8月号）とある点については、発表のかなり前に事件を原稿にまとめていたのだと解釈した。リチャード・ランセリン・グリーンはオックスフォード版全集の注釈で、4月27日の新聞広告について、ドイルの原稿では AG（8月）となっていたのを、AP（4月）と読み間違えて発表されてしまったのだろうとしたが、発生年については触れていない。
ワトソンが持って来た拳銃は回転式、それもホームズが「軍用ピストルを」と言っているのでおそらくウェブリー・リボルバーである。世界初の自動拳銃であるモーゼルC96が1896年登場、また量産された機種は20世紀になってからジョン・ブローニングによって発明されたもので、この当時は存在しない。

## トンネルと真犯人

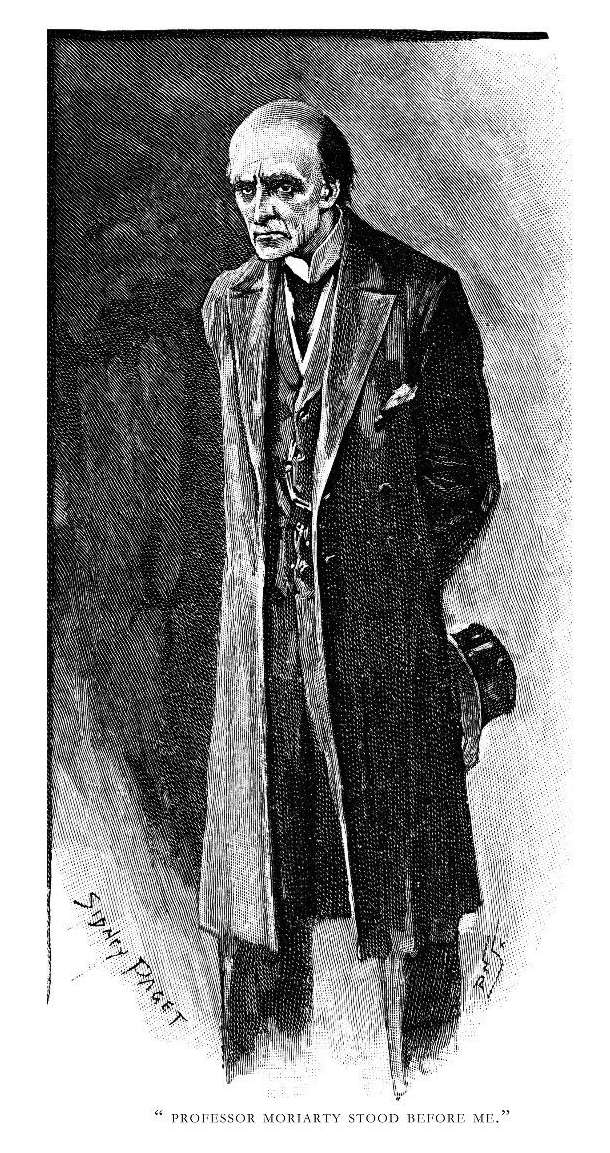
モリアーティ教授 - シドニー・パジェット画、「最後の事件」『ストランド・マガジン』掲載の挿絵

この「銀行の裏の無関係な家から穴をあけて金庫に侵入」という、突飛な窃盗手段は、若干やり方が違うが実行した人物がいる。1869年11月にアメリカ・ボストンで、犯罪界のナポレオンと異名を取ったアダム・ワースがボイルストン州法銀行に侵入し、15万から20万ドルほどを盗み取ったというものだった。
ジョン・クレイ（ヴィンセント・スポールディング）とアーチー（ダンカン・ロス）の2人が掘ったトンネルに関して、様々な考察がなされている。作中、ホームズが歩道の敷石をステッキで叩いてトンネルの方向を確認する場面がある。これは正典中に「赤毛組合」と「高名な依頼人」での2回しかない、ホームズがステッキを持っている場面である。日本のシャーロキアンの一人である田中喜芳の実験では、トンネルの位置がごく浅い場合以外は叩いた時の音がほとんど変わらないという結果が出たため、ホームズの聴覚はかなり優れていたと考えられる。
クレイとアーチーの2人だけでトンネルが掘れるかという点について、日本のシャーロキアンの一人である紀伊国屋渡舟は、質屋から銀行まで約30メートル、トンネルが直径1メートルで、作業時間が「週5日間×8週間×1日4時間＝160時間」と仮定した場合、1時間に20センチメートルのペースで掘れば到達できるので、可能であるとした。次の問題はトンネルから出る土砂で、量は前述の仮定に従うと約30立方メートル、重さは60-90トンになると推定される。この土砂の処分については、荷馬車に積んで運び出したとするS・タッパー・ビジローの説、歩道の下に貯めておく空間があったのだとするW・J・バーンズの説をベアリング＝グールドが紹介している。紀伊国屋渡舟は、現場にちょうど地下水道か暗渠になった川がある場合、そこへ土砂を流せるため処分する手間が省けるとし、作中でトンネルについて詳細が語られなかったのは、同じ手口による事件の再発防止のためではないかと推測している。なお、ワースの場合は隣の建物の部屋から「壁を破って横に侵入」したため、残土問題は起きていない。
ナポレオン金貨1枚の重さは6.4516グラムで、3万枚だと190キログラム以上になり、この搬出方法も問題である。仮に質屋の付近に馬車を停めて金貨の箱を積み、そのまま馬車で移動するとした場合、人目を引くと考えられるからである。チャールズ・スコールフィールドは、トンネルは銀行の近くにあった馬車製造会社の倉庫へも掘られていて、この倉庫の馬車を使って運び出す予定だったとの説を唱えている。
一方、クレイとアーチーが肉体作業に向いているとは思えないこと、トンネルの掘削には土木工学の知識も必要とされることから、他に協力者がいたのではないかとする説がある。「赤毛組合」の審査の際にはサクラがいたと考えられ、ナポレオン金貨の情報が外部に漏れているにもかかわらず銀行が対策を取っていないため、多数の構成員を束ね銀行上層部への影響力も持つ、大規模な組織が事件の背後にいて、クレイは組織の中心人物の一人だった可能性がある。ロバート・R・パトリックや原章は、この組織の首領、事件の黒幕がジェームズ・モリアーティ教授であったと推測している。
イギリスのグラナダ・テレビが製作した『シャーロック・ホームズの冒険』では、第12話として「THE RED-HEADED LEAGUE」（赤髪連盟）が放映された。劇中では上記の推測が取り入れられ、事件の黒幕としてモリアーティ教授が登場している。この登場は、直後に続く第13話「THE FINAL PROBLEM」（最後の事件）への前兆でもあった。

## 執筆と発表の順番
ドイルの原稿や書簡の調査などから、短編で2番目に発表された「赤毛組合」は3番目の「花婿失踪事件」より後に書かれたことが判明している。発表順が前後したのは、ドイルの著作権代理人A・P・ワットから『ストランド・マガジン』編集部へこの2編が同時に送られたため、編集部が順番を取り違えて「赤毛組合」を先に掲載してしまったのだと考えられている。「赤毛組合」の冒頭で「花婿失踪事件」（劇中では「メアリー・サザーランド譲が持ち込んだちょっと簡単な事件」）について触れる場面があり、そこで「花婿失踪事件」が発表済みのような言い回しになっているのは、これが原因である。
なお、劇中での年代説明は上述以外に「赤毛組合」は冒頭の一行目で「（これを執筆した時から見て）去年の秋のある日」と言われ、赤毛組合の解散日が「1890年10月9日」とドアに張ってあり、また終盤で警官のジョーンズが「四つの署名（本編の呼称は「ショルトー殺しのアグラ大宝物事件」）」に触れる場面がある。一方、「花婿失踪事件」は時期は明記してないが、ホームズが中盤でウィンディバンクを呼び出す手紙を書き始めた際にワトソンが「緋色の研究」、「四つの署名」、「ボヘミアの醜聞（本編の呼称は「アイリーン・アドラーの写真事件」）」を思い返している場面がある。

## 備考
当時のヨーロッパでは赤毛の人々に対して様々な偏見があった。
店員のスポールディング（クレイ）がウィルスンに「赤毛組合」のことを説明する際、百万長者だった赤毛の男は自分と同じ赤毛の人々に深く同情しており、赤毛の人々を支援する目的で「赤毛組合」を創立したのだと語っている。
なお、シャーロック・ホームズ関連の小説が日本に紹介されたのは明治30年代（1897年～1907年）だが、欧米文化や欧米人の髪の色に疎い当時の日本人には、「赤毛」のニュアンスが理解できなかった。そのため、初めてホームズ関連作品を体系的に邦訳した翻訳家・水田南陽（1869-1958）は、当作品を翻訳するに当たり「赤毛」の設定を「禿頭」に変え、題名も「禿頭倶楽部」とした。ちなみに水田の訳では、英語の人名や地名はつとめて「日本的」なものに変えられ、ホームズは「大探偵」、ワトソンは「医学士」、2人が住むベーカー街は「麺麭屋町」、赤毛のウィルスン氏は「禿頭の植木氏」として登場する。
犯罪者が理由をつけてターゲットを外出させ、その間に留守宅で悪事を行うという、いわゆる「赤毛トリック」はここから生まれた。ドイル自身このトリックを他に3度（「三人ガリデブ」と「株式仲買店員」、「隠居絵具師」で）使っている。
三谷幸喜脚本の人形劇『シャーロックホームズ』では、赤髪に劣等感を持つ生徒・ジェイベズウィルソンは、赤毛クラブの活動として、与えられた物を赤く塗る作業を行っていた。ウィルソンが立ち入り禁止区域の沼地に行ってほしくないのが、ダンカンロスのねらいであった（沼地にいる水鳥の写生をしたかったが、ウィルソンがいると水鳥が警戒してしまうから、追い出す必要があった）。